# Walter Kuhn
Walter Kuhn (ur. 27 września 1903 w Bielsku, zm. 25 sierpnia 1983 w Salzburgu) – niemiecki historyk i etnolog, zajmujący się głównie problematyką osadnictwa niemieckiego w Europie Środkowo-Wschodniej i języka niemieckiego na tych terenach, związany z nurtem Ostforschung.

## Życiorys
Walter Kuhn urodził się w Bielsku, mieście na pograniczu Śląska Austriackiego i Galicji tworzącym wraz z kilkunastoma okolicznymi miejscowościami od średniowiecza niemiecką wyspę językową. Jego ojciec Josef był dyrektorem Bielskiej Szkoły Przemysłowej, a politycznie reprezentował poglądy wszechniemieckie, należał do zwolenników Georga von Schönerera. Młody Walter w wieku 11 lat wziął udział w bitwie nad Białą, największym w dziejach miasta starciu między polskimi i niemieckimi nacjonalistami.
Po maturze w roku 1921 Kuhn rozpoczął studia na Uniwersytecie Technicznym w Grazu. W 1927 r.w Wiedniu uzyskał tytuł inżyniera i dzięki stypendium naukowemu rozpoczął drugie studia – etnologię i historię w Wiedniu i Tybindze. W 1931 r. obronił na Uniwersytecie Wiedeńskim rozprawę doktorską pt. Die jungen deutschen Sprachinseln in Galizien ('Nowsze niemieckie wyspy językowe w Galicji’).
W międzyczasie odwiedził podczas ferii zimowych w roku 1926 jako członek Wandervogel wraz z jedenastoma przyjaciółmi Wołyń i wschodnią Galicję, gdzie spotkał się z tamtejszą społecznością mniejszości niemieckiej. Nawiązał też kontakt z Kurtem Lückiem, liderem organizacji niemieckich w Łucku. Od 1932 r. był współpracownikiem Niemieckiego Związku Kulturalnego (Deutscher Kulturbund) w Katowicach, a w roku 1936 przeniósł się na zaproszenie Hermanna Aubina i Alberta Brackmanna do Wrocławia. Wykładał na Uniwersytecie Wrocławskim jako „profesor etnologii niemieckiej i nauk o niemieckim Wschodzie” . Jego badania były wspierane finansowo przez nazistowską organizację Nordostdeutsche Forschungemeinschaft (Północno-Wschodnioniemiecka Wspólnota Badawcza). Inaczej przedstawia to publikacja Kuhn, Walter – Kulturstiftung, według niej Kuhn nie przyłączył się do rasistowskiej ideologii nazistów.
29 września 1939 r. Kuhn nawiązał kontakt z Theodorem Schiederem i wysłał mu tajne opracowanie Deutsche Dörfer in Mittelpolen unmittelbar jenseits der alten Reichsgrenze. ('Niemieckie wsie w Polsce środkowej bezpośrednio za starą granicą Rzeszy’). Wraz z Schiederem, Aubinem, Brackmannem i kilkoma innymi był współautorem opublikowanego 11 października 1939 r. memoriału w sprawie „germanizacji Poznańskiego i Prus Zachodnich” oraz niezwłocznego „przesiedlenia” z tego obszaru 2,9 mln Polaków i Żydów. Był także członkiem niemiecko-radzieckiej komisji mającej ustalić przebieg granicy zgodny z rzekomym podziałem etnicznym. W latach 1939–1940 prowadził badania rasowe na Wołyniu i w Galicji Wschodniej będące wstępem do przesiedleń stamtąd ludności niemieckiej na tereny Rzeszy.
W roku 1940 formalnie wstąpił do NSDAP. Trzy lata później został wcielony do Wehrmachtu i skierowany na front zachodni. We Francji trafił do niewoli brytyjskiej.
Po zwolnieniu kontynuował od 1947 r. pracę naukową na Uniwersytecie Hamburskim, zajmując się nadal badaniami historii osadnictwa niemieckiego na wschodzie. Wydał m.in. książki Siedlungsgeschichte Oberschlesiens ('Historia osadnictwa na Górnym Śląsku’, 1954) oraz Geschichte der deutschen Ostsiedlung in der Neuzeit ('Historia niemieckiego osadnictwa na wschodzie w epoce nowożytnej’, 1957). W 1955 r. został mianowany profesorem. Przeszedł na emeryturę w roku 1968, nie zaprzestał jednak działalności naukowej: w 1981 r. wydał swoje ostatnie dzieło – obszerną monografię rodzinnego bielsko-bialskiego zespołu językowo-osadniczego: Geschichte der deutschen Sprachinsel Bielitz (Schlesien). Zmarł w Salzburgu w 1983 r.
W marcu 1944 r. w Cieszynie otrzymał Oberschlesischer Wissenschaftspreis (Górnośląska Nagroda Naukowa) wraz z odznaczeniem Gauplakette für oberschlesische Landesforschung.